# Choi Tae-min
Choi Tae-min (* 5. Mai 1912 in Sariwŏn, Provinz Hwanghae-pukto, Chōsen, Japanisches Kaiserreich; † 1. Mai 1994 in Gangnam-gu, Seoul) war ein südkoreanischer Sektenführer und Vater der im Zusammenhang mit dem politischen Skandal und Rücktritt der Präsidentin Südkoreas Park Geun-hye bekannt gewordenen Unternehmerin Choi Soon-sil.

## Biographie
Choi Tae-min war während der japanischen Besatzung Koreas durch das japanische Kaiserreich als Polizist tätig und wurde nach der Wiedererlangung der Unabhängigkeit Koreas zuerst buddhistischer Mönch. Danach konvertierte er zum Christentum und wurde ein presbyterianischer Pastor. Choi gründete zudem eine eigene religiöse Bewegung namens Yeongse-gyo (영세교) und erklärte sich selbst zu Maitreya, dem Buddha der Zukunft. Die religiöse Bewegung ist im deutschsprachigen Raum als Kirche des ewigen Lebens bekannt und verband Elemente des Buddhismus, Konfuzianismus, Christentums, koreanischen Schamanismus und der Cheondogyo-Religion miteinander.
Der genaue Zeitpunkt, an dem Choi mit der zukünftigen Präsidentin Park Geun-hye zusammentraf, ist unbekannt, doch es gilt als gesichert, dass dies geschah, nachdem Park Geun-hyes Mutter Yuk Young-soo im Jahr 1974 von dem nordkoreanischen Sympathisanten Mun Se-gwang erschossen worden war. Choi soll daraufhin seine Stellung dazu genutzt haben, die Präsidententochter, welche nun die Aufgaben der ermordeten First Lady übernommen hatte, zu beeinflussen. Kurz nachdem Park Choi kennengelernt hatte, soll sie sich ebenso mit Chois Tochter Choi Soon-sil angefreundet haben. Das enge Verhältnis des Vaters zu Park gilt als der Grundstein für die spätere Rolle von Choi Soon-sil als engste Vertraute der Präsidentin, wodurch diese für sich und ihre Familie enorme Summen Geld anhäufen konnte. Bereits im Zuge der Ermittlungen nach der Ermordung von Parks Vater Park Chung-hee durch den Chef des südkoreanischen Geheimdienstes Kim Jae-gyu wurden 1979 Vorwürfe laut, dass Choi Tae-min korrupt sei und über zu viel Einfluss verfügen würde.
Choi war sechsmal verheiratet und hatte neben Choi Soon-sil mindestens vier weitere Töchter. Er benutzte während seines Lebens mindestens sieben verschiedene Namen und verstarb im Jahr 1994.